# Robert Förster
Robert Förster (Lipcse, 1978. január 27. –) német profi kerékpáros. 2015-ben visszavonult a versenyzéstől.

## Karrier
A volt NDK-ban született Förster 12 éves korától foglalkozik a kerékpározással, előtte kézilabdázott. A sportolásban az egész családja támogatta, édesapja lelkes hobbikerékpáros, nagybátyja és első példaképe, Egon Adler viszont tagja volt az NDK kerékpár-válogatottjának. Első egyesülete a BSG Motor Holzhausen volt, ahol fél évnyi edzés és felkészülés után indították el első versenyén Chemnitzben, ahol egy a hajrában történt balszerencsés defekt után a második helyen végzett. Élete második versenyén Drezdában vett részt, amelyet meg is nyert. Érdekesség, hogy csak utólag tudta meg, hogy ez volt a ciklokrossz szakág országos bajnoksága, így ő lett korosztályában 1990-ben az NDK utolsó ciklokrossz-bajnoka.

1996-tól már a Lipcsei Testnevelési Főiskola (Deutsche Hochschule für Körperkultur, DHfK) amatőr csapatának versenyzője, ahol Michael Schiffner az edzője. Az ottani edzők mind a mai napig segítik Förster felkészülését, edzésterveket készítenek a számára. Schiffner hamar meglátta a fiatal versenyzőben a lehetőségeket, azt mondta, Förster fog még Tour de France-szakaszt is nyerni. Ezután a lipcsei Bunte Berte csapatához igazolt, ahol számos szép sikert ért el, például 2000-ben megnyerte az 53. Nemzetközi Békeversenyen a legjobb spinternek járó zöld trikót.

2001-2002-ben a Team Nürnberger csapatában kezdte profi pályafutását. A két év alatt összesen 7 szakaszgyőzelmet aratott, majd 2003-ban a Team Gerolsteinerhez szerződött. Itt a két sprintersztár segítője: a 2005-ben doppingoláson ért és elbocsátott Danilo Hondóé és Olaf Pollacké, aki 2004-ig volt a csapat versenyzője.

Frösi sok rajongót szerzett a nagy körversenyeken vezetett egyéni látásmódú naplóival.

### Részvétele a három nagy körversenyen
Giro d’Italia:

2003: feladta

2004: 116. hely összetettben, a sprinterek között 25.

2005: 137. hely összetettben, a sprinterek között 15.

2006: 139. hely összetettben, a sprinterek között 13.

2007: feladta
2008: feladta
Tour de France:

2005: 151. hely összetettben, a sprinterek között 7.

2007: 135. hely összetettben, a sprinterek között 7.

2008: 116. hely összetettben, a sprinterek között 15.
Vuelta a España:

2006: 130. hely összetettben, a sprinterek között 16.

## Győzelmei, legjobb eredményei
2001: Giro del Capo 3. szakasz, Troféu Joaquim Agostinho 4. szakasz, szász körverseny 1. és 3. szakasz, hesseni körverseny 4. szakasz

2002: Circuito Montanes 6. szakasz, szász körverseny 3. szakasz

2003: Groningen-Münster verseny győztese, Rajna-Pfalz-i körverseny 1. szakasz

2004: Groningen-Münster verseny győztese

2005: Alsó-Szászország-körverseny 4. szakasz, 3. hely a Giro d’Italia 2. és 20. szakaszán, 2. hely a német országos bajnokságon az országúti mezőnyversenyben, 3. hely a Tour de France 6. szakaszán, Tour de Neuss győzelem, Prym König-Pilsener Night győzelem, Dessauer City-Rennen győzelem

2006: Circuit de la Sarthe 1. szakasz, 3. hely a Giro d’Italia 15., 1. hely a 21. (Milánó) szakaszán, dán körverseny 3. és 6. szakasz, Hammer City-Night győzelem, Vuelta a España 15. szakasz

2007: Settimana Int. Coppi-Bartali 4. szakasz, 2. hely a Giro d’Italia 3., 1. hely az 5. szakaszán, Deutschland-Tour 1. szakasz

2008: Algarve-i körverseny 1. és 3. szakasz, Giro d’Italia 4. szakaszán 2. hely, Veenendaal-Veenendaal győzelem